# (400027) 2006 QA48
(400027) 2006 QA48 es un asteroide perteneciente al cinturón de asteroides, descubierto el 21 de agosto de 2006 por el equipo del Spacewatch desde el Observatorio Nacional de Kitt Peak, Arizona, Estados Unidos.

## Designación y nombre
Designado provisionalmente como 2006 QA48.

## Características orbitales
2006 QA48 está situado a una distancia media del Sol de 2,534 ua, pudiendo alejarse hasta 3,128 ua y acercarse hasta 1,941 ua. Su excentricidad es 0,234 y la inclinación orbital 9,265 grados. Emplea 1474,13 días en completar una órbita alrededor del Sol.

## Características físicas
La magnitud absoluta de 2006 QA48 es 17,4.